# 복조
복조(復調) 또는 디모듈레이션(demodulation)은 반송파로부터 오리지널 정보 신호를 추출하는 과정이다. 복조기 또는 디모듈레이터(demodulator)는 변조된 반송파로부터 정보 내용을 복구하기 위해 사용되는 전자 회로(또는 소프트웨어 정의 라디오의 컴퓨터 프로그램)이다. 변조의 종류가 많기 때문에 복조기의 종류도 많다. 복조기로부터 오는 신호 출력은 소리(아날로그 오디오 신호), 이미지(아날로그 비디오), 이진 데이터(디지털 신호)를 대표할 수 있다.
이 용어들은 전통적으로 무선수신기와 연계하여 사용되지만 다른 수많은 시스템들이 수많은 종류의 복조기들을 사용한다. 이를테면 변조기/복조기(modulator/demodulator)의 준말인 모뎀의 경우 전화선, 동축 케이블, 광섬유를 통한 전달에 사용되는 반송파 신호로부터의 직렬 디지털 데이터 스트림을 추출하기 위해 사용된다.

## 역사
복조는 수신기에 처음 사용되었다. 무선전신 부문에서 처음 30년 간(1884-1914년) 사용된 무선 시스템은 소리를 전달하지 못했으나 모스 부호로 텍스트 메시지를 표현한 무선파 펄스 형태로 정보를 전달하였다.

## 같이 보기
- 탐지 이론